# Enclavi India-Bangladesh

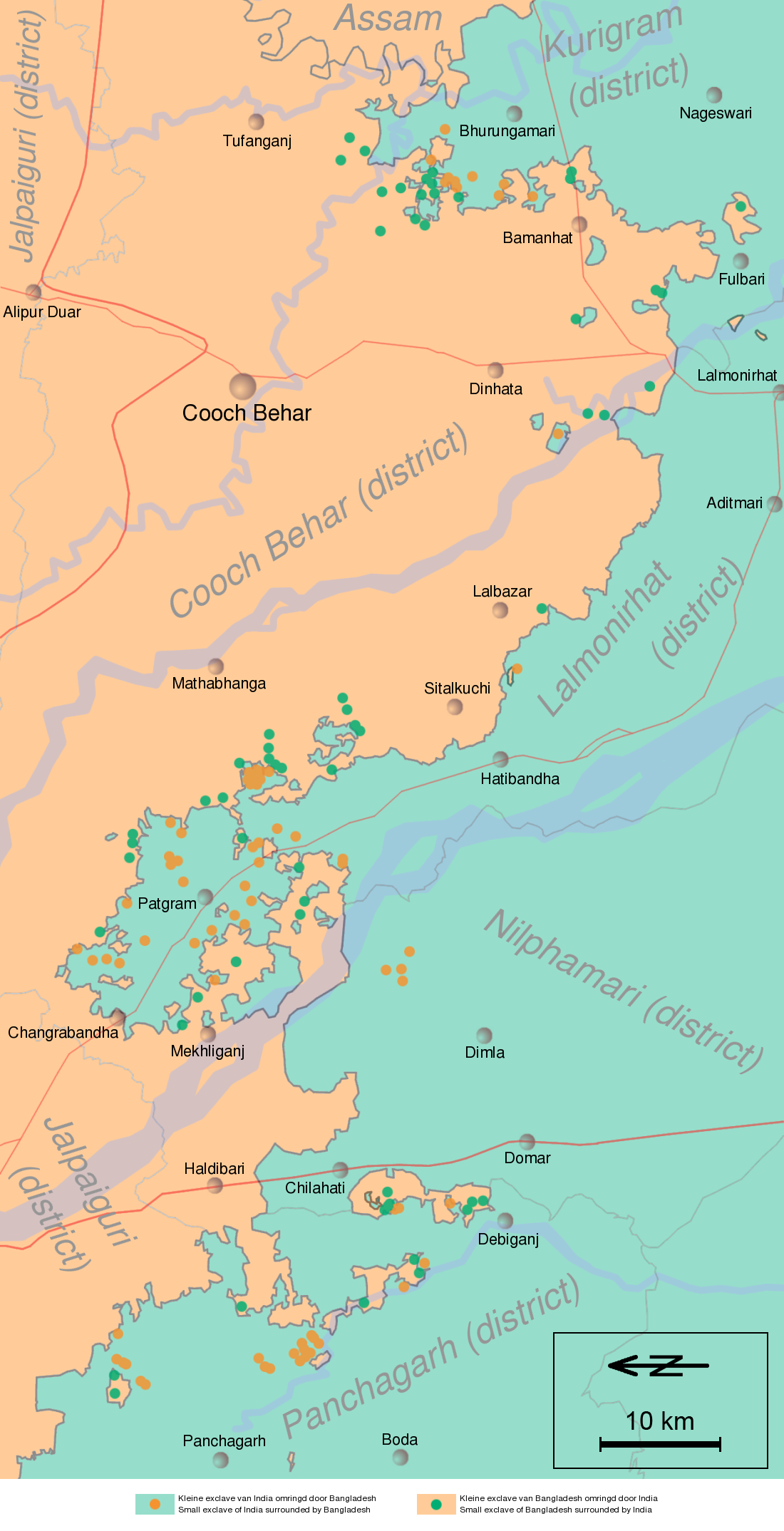
Mappa completa delle enclavi. La parte superiore della mappa è l'Est. Il territorio dell'India è arancione e quello del Bangladesh è azzurro.

Le enclavi India-Bangladesh, conosciute anche come Chitmahals (in bengalese: ছিটমহল Chitmôhol) e talvolta chiamate Enclave Pasha, sono state le enclavi lungo il confine tra il Bangladesh e l'India, in particolare al confine tra Bangladesh e gli stati indiani del Bengala Occidentale, Tripura, Assam e Meghalaya. All'interno del corpo principale del Bangladesh c'erano 102 enclavi del territorio indiano, che a loro volta contenevano 21 contro-enclavi bengalesi, una delle quali conteneva una contro-contro-enclave indiana. Quest'ultima era l'unica enclave di terzo ordine al mondo. All'interno del territorio indiano c'erano 71 enclavi del Bangladesh, contenenti 3 contro-enclavi indiane. Un censimento congiunto nel 2010 rilevò che 51.549 persone vivevano in queste enclavi: 37.334 nelle enclavi indiane del Bangladesh e 14.215 nelle enclavi del Bangladesh in India.
I primi ministri dell'India e del Bangladesh nel 1974 firmarono il Land Boundary Agreement per scambiarsi le enclavi e semplificare i loro confini internazionali. Una versione riveduta dell'accordo fu adottata dai due paesi il 7 maggio 2015, quando il parlamento indiano approvò il centesimo emendamento alla Costituzione. Nell'ambito di questo accordo, che venne ratificato il 6 giugno 2015, l'India ricevette 51 enclavi del Bangladesh (che coprono 2.880 ettari) nel territorio indiano, mentre il Bangladesh ricevette 111 enclavi indiane (che coprono 6.940 ettari) nel territorio bengalese. Le contro-enclavi, come Dahagram-Angarpota, non saranno scambiate quando l'accordo Indira-Mujib del 1974 sarà finalmente attuato. Ai residenti delle enclavi fu concesso di mantenere la residenza nella loro posizione attuale o di trasferirsi nel paese di loro scelta. Lo scambio di enclavi doveva essere attuato in più fasi tra il 31 luglio 2015 e il 30 giugno 2016. Le enclavi furono scambiate alla mezzanotte del 31 luglio 2015 e il trasferimento dei residenti nelle enclavi venne completato il 30 novembre successivo. Dopo il Land Boundary Agreement, l'India perse circa 40 chilometri quadrati di territorio a favore del Bangladesh.

## Storia
Secondo una leggenda popolare, le enclavi furono utilizzate secoli fa come giochi di carte o di scacchi tra due re regionali, il raja di Koch Bihar e il maharaja di Rangpur. Per quanto riguarda i documenti storici, i piccoli territori apparentemente erano il risultato confuso di un trattato del 1713 tra il Regno di Koch Bihar e l'Impero Moghul. Forse, il Regno e i Moghul terminarono una guerra senza determinare un confine per i territori già guadagnati o persi.
Dopo la spartizione dell'India del 1947, Rangpur venne unito al Pakistan orientale. Il Koch Bihar, con le sue exclavi, era uno stato principesco, il cui raja ebbe la possibilità di unirsi all'India o al Pakistan. Nel 1949 il Distretto di Cooch Behar fu fuso con l'India. Il desiderio di "de-enclave" nella maggior parte delle enclavi si manifestò in un accordo del 1958 tra Jawaharlal Nehru e Feroz Khan Noon, i rispettivi primi ministri, per uno scambio tra l'India e il Pakistan senza considerare la perdita o il guadagno del territorio. La questione venne però portata alla Corte Suprema che stabilì che era necessario un emendamento costituzionale per trasferire i territori in oggetto. Pertanto, venne introdotto un emendamento per facilitare l'attuazione dell'accordo. L'emendamento non poté essere approvato a causa di un'obiezione al trasferimento dell'enclave meridionale di Berubari. A causa delle relazioni deteriorate dell'India con il Pakistan, la questione rimase irrisolta. Con tale accordo non ratificato, i negoziati ripresero dopo che nel 1971 il Pakistan orientale divenne indipendente come Bangladesh, al termine della guerra di liberazione bengalese.

### Accordo

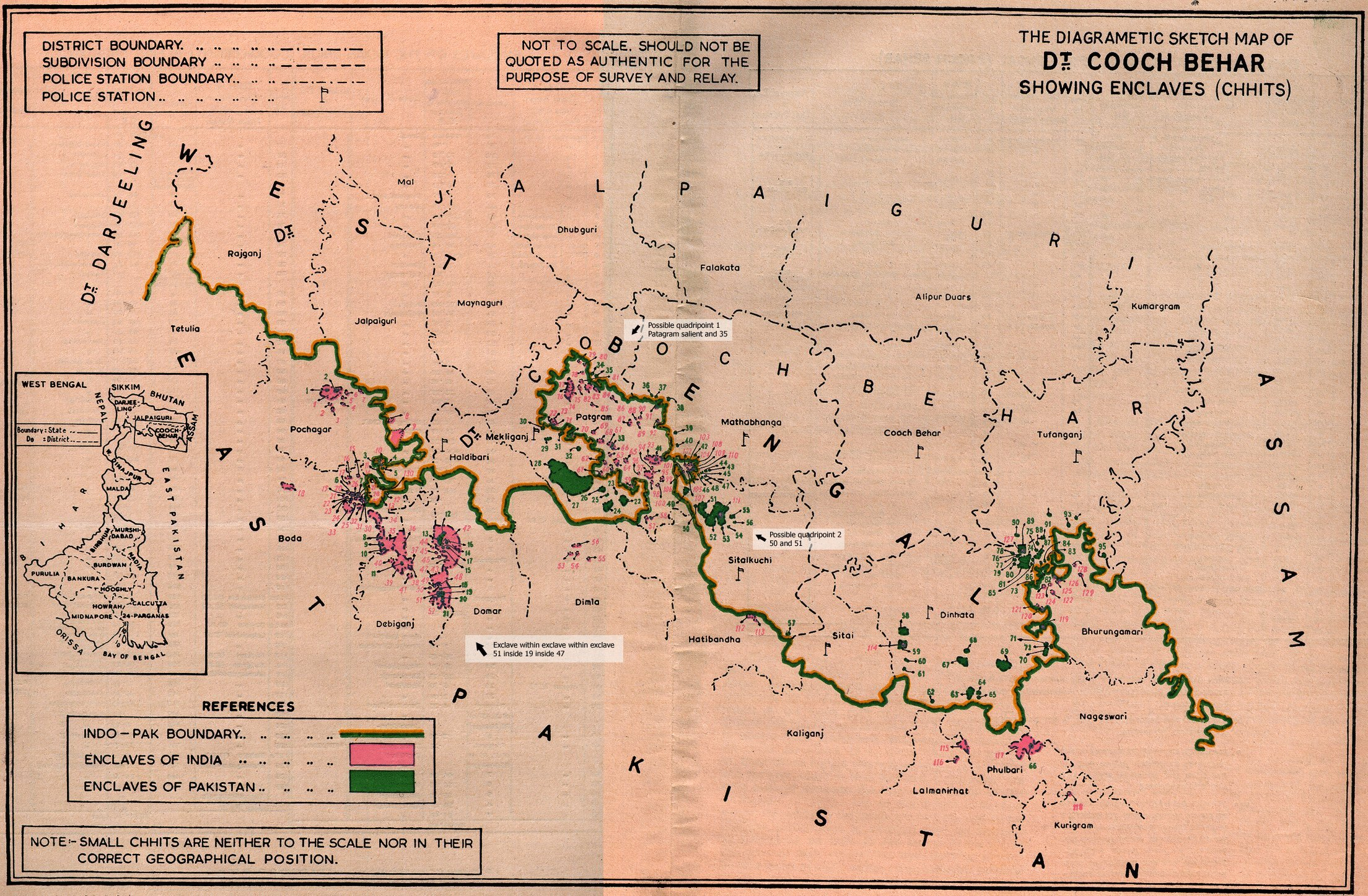
Schizzo schematico del distretto di Cooch Behar del Bengala Occidentale con segnate le enclavi.

Il Land Boundary Agreement fu firmato il 16 maggio 1974 tra Indira Gandhi e Sheikh Mujibur Rahman e prevedeva lo scambio di enclavi e la consegna di proprietà avverse. In base all'accordo, l'India manteneva l'enclave di Berubari mentre il Bangladesh manteneva i territori di Dahagram-Angorpota, fornendogli l'India un corridoio di accesso di 178×85 metri, chiamato "Tin Bigha Corridor". Il Bangladesh ratificò rapidamente l'accordo nel 1974 ma l'India non lo fece. La questione del confine terrestre non demarcato di circa 6,1 chilometri in tre settori - Daikhata, nel Bengala Occidentale, Muhuri River-Belonia nel Tripura e Lathitila-Dumabari nell'Assam - rimase dunque irrisolta. Nel 1992 il Tin Bigha Corridor venne affittato al Bangladesh tra l'opposizione locale.
L'elenco delle enclavi fu preparato nel 1997 dai due paesi. Nel 2001 vennero costituiti due gruppi di lavoro congiunti per elaborare i dettagli delle enclavi. Un censimento congiunto fu effettuato nel maggio del 2007. Nel settembre del 2011, l'India firmò il Protocollo addizionale per l'accordo del 1974 con il Bangladesh. Entrambe le nazioni annunciarono l'intenzione di scambiarsi le 162 enclavi, dando ai residenti la possibilità di scegliersi la nazionalità.
In base all'accordo, l'India riceveva 51 delle 71 enclavi del Bangladesh (da 51 a 54 dei 74 chhits) che si trovano all'interno dell'India propriamente detta (2 877,4 ha), mentre il Bangladesh riceveva dalle 95 alle 101 delle 103 enclavi indiane (111 su 119 chhits) che si trovano all'interno del Bangladesh (6 944,66 ha). Apparentemente il Bangladesh manteneva i 1.868 ettari della sua exclave di Dahagram-Angarpota. L'India acquisiva 1.123,827 di ettari di territorio e trasferiva 2.277,682 ettari al Bangladesh. Dopo lo scambio l'India perdeva quindi 40 km² di territorio. Secondo il censimento congiunto del luglio del 2010 vi erano 14.215 persone residenti nelle enclavi del Bangladesh in India e 37.269 persone che risiedevano nelle enclavi dell'India in Bangladesh. Le persone che vivono in queste enclavi senza nazionalità avrebbero potuto scegliere la loro nazionalità.
Il 119° emendamento alla Costituzione venne introdotto alla Rajya Sabha, la Camera alta del Parlamento dell'India, il 18 dicembre 2013. Il gruppo parlamentare, il comitato permanente per gli affari esteri, approvò il disegno di legge nel novembre del 2014. La Rajya Sabha approvò l'emendamento costituzionale il 6 maggio 2015 e la Lok Sabha la approvò il giorno successivo. Il presidente dell'India Pranab Mukherjee diede il suo consenso alla legge il 28 maggio 2015.
Il 6 giugno 2015 il Primo ministro indiano Narendra Modi ratificò l'accordo durante la sua visita nella capitale del Bangladesh, Dacca. Alla presenza di Modi e del Primo ministro bengalese Sheikh Hasina, i segretari agli esteri dei due paesi firmarono gli strumenti dello scambio di territorio. Lo scambio delle enclavi e delle particelle terrestri in possesso sfavorevole e la delimitazione del confine vennero attuate in fasi tra il 31 luglio 2015 e il 30 giugno 2016. Le enclavi dovevano essere scambiate a mezzanotte del 31 luglio 2015 e la delimitazione del confine era da completare entro il 30 giugno 2016 dai Dipartimenti di indagine dei rispettivi paesi. Il trasferimento dei residenti nell'enclave avrebbe dovuto essere completato entro il 30 novembre 2015.
I funzionari indiani e bengalesi condussero un'indagine sul campo tra gli abitanti delle enclavi tra il 6 e il 16 luglio 2015. Settantacinque squadre, composte da un membro indiano e da un membro bengalese ciascuna, furono incaricate di condurre l'enumerazione. Venticinque squadre intervistarono le enclavi del Bangladesh che sarebbero state trasferite in India, mentre 50 lavorarono nelle enclavi indiane che sarebbero state trasferite al Bangladesh. Mentre gli abitanti delle enclavi avrebbero potuto scegliere la cittadinanza di una nazione, entro il 13 luglio 2015, cento famiglie residenti nelle enclavi indiane richiesero la cittadinanza indiana, mentre nessuno degli abitanti delle enclavi del Bangladesh scelse di andare in Bangladesh. La nuova cittadinanza, se scelta, sarebbe entrata in vigore il 1º agosto 2015. Quasi 14.000 persone che vivevano nelle ex enclavi del Bangladesh divennero cittadini indiani, mentre circa 36.000 persone che vivevano nelle ex enclavi indiane diventarono cittadini del Bangladesh. Circa 1.000 persone nelle ex enclavi indiane scelsero la cittadinanza indiana e furono trasferiti in India entro il dicembre del 2015.

## Enclavi notevoli

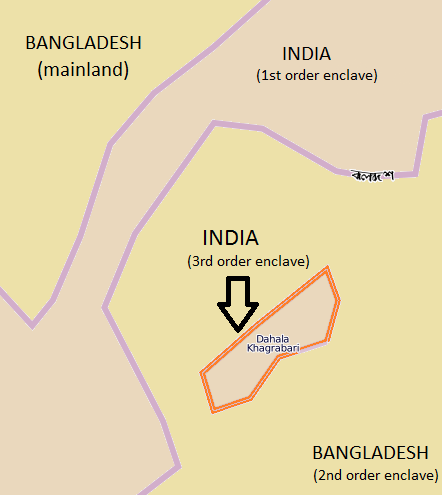
L'Enclave n° 51, Dahala Khagrabari, era l'unica enclave di terzo ordine al mondo prima che l'India la cedesse al Bangladesh nel 2015. Era un pezzo di India all'interno di un pezzo di Bangladesh in India nel Bangladesh. Aveva un'estensione di meno di 7000 metri quadrati (0,70 ettari) ed era sede di una coltivazione di juta. 28 enclave più piccole esistevano all'interno del complesso.

### Bangladesh
- Dahagram-Angarpota: La più grande enclave composita del Bangladesh (che combina il primo e il terzo più grande chhit del Bangladesh per area), amministrata come parte del sottodistretto di Patgram del distretto di Lalmonirhat e situata nella provincia indiana del Bengala Occidentale. È separata dall'area contigua del Bangladesh, nel punto più vicino, di 178 metri. L'enclave aveva un'area di  25,95 km² con una popolazione residente di 20.000 persone. L'enclave non aveva strutture di base. Il complesso sanitario locale rimase praticamente inutilizzato a causa della mancanza di energia elettrica, in quanto l'India rifiutava di consentire al Bangladesh di stendere delle linee elettriche verso l'enclave.[2] Dopo lo scambio di enclave nel luglio del 2015, il Bangladesh lo ritenne un'enclave.
- Il corridoio Tin Bingha, una striscia di territorio indiano larga 85 metri che corre dall'enclave composita di Dahagram-Angarpota al territorio del Bangladesh nel tratto più vicino è stato affittato in perpetuo al Bangladesh per consentire l'accesso all'enclave. È disponibile per l'uso da parte dei residenti di Dahagram-Angarpota.[2][31][32]

### India
- Dasiar Chhara, il quarto più grande chhit indiano per area, era la più grande enclave indiana autonoma (cioè non un composto di chhits adiacenti). Si trova a 3 km (1,9 miglia) dalla parte principale dell'India e ha una superficie di 6,65 km2 (2,57 km quadrati). Dahala Khagrabari era l'unica enclave di terzo ordine al mondo, essendo territorio indiano all'interno di un territorio del Bangladesh che si trovava all'interno di un'enclave dell'India in Bangladesh. Nel 2015 è stata ceduta al Bangladesh.

## Ripartizione
Panoramica schematica:
| 21 contro enclavi del Bangladesh (2.1 km²) \| 1 contro-contro enclave dell'India (0.007 km²) \| |
| 1 contro-contro enclave dell'India (0.007 km²)                                                  |

| 1 contro-contro enclave dell'India (0.007 km²) |

| 21 contro enclavi del Bangladesh (2.1 km²) \| 1 contro-contro enclave dell'India (0.007 km²) \| |
| 1 contro-contro enclave dell'India (0.007 km²)                                                  |

| 1 contro-contro enclave dell'India (0.007 km²) |

| 21 contro enclavi del Bangladesh (2.1 km²) \| 1 contro-contro enclave dell'India (0.007 km²) \| |
| 1 contro-contro enclave dell'India (0.007 km²)                                                  |

| 1 contro-contro enclave dell'India (0.007 km²) |

| 21 contro enclavi del Bangladesh (2.1 km²) \| 1 contro-contro enclave dell'India (0.007 km²) \| |
| 1 contro-contro enclave dell'India (0.007 km²)                                                  |

| 1 contro-contro enclave dell'India (0.007 km²) |

| 71 enclavi del Bangladesh (47.7 km²) \| 7 contro enclavi dell'India (0.17 km²) \| |
| 7 contro enclavi dell'India (0.17 km²)                                            |

| 7 contro enclavi dell'India (0.17 km²) |

| 71 enclavi del Bangladesh (47.7 km²) \| 7 contro enclavi dell'India (0.17 km²) \| |
| 7 contro enclavi dell'India (0.17 km²)                                            |

| 7 contro enclavi dell'India (0.17 km²) |